# Sonnenkompass

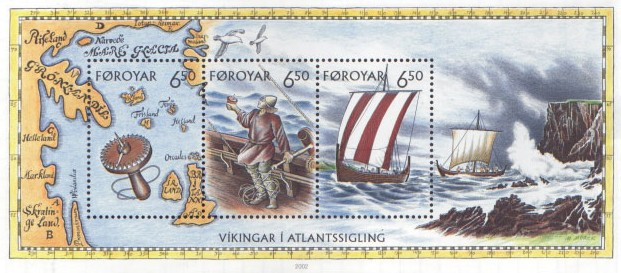
Briefmarkenblock der Färöer vom 11. Februar 2002: Wikinger besegeln Nordatlantik mit Wikingerschiff, links Sonnenkompass (Typ: Äquatorialsonnenuhr)

Als Sonnenkompass wird eine tragbare Sonnenuhr verwendet, wobei aus dem Stand der Sonne anstatt auf die Stunde des Tages auf die Nord-Süd-Richtung am Beobachtungsort geschlossen wird. Wird das Instrument um eine vertikale Achse gedreht, bis es die bekannte Tageszeit anzeigt; so befindet sich die Stundenlinie für den Mittag (12 Uhr) in Nord-Süd-Richtung.
Ein Sonnenkompass kann anstatt eines Magnetkompasses benutzt werden, wenn das Erdmagnetfeld am Beobachtungsort durch andere magnetische Felder gestört wird, oder dessen Missweisung an dieser Stelle nicht bekannt ist.

## Funktion
Im Stand der Sonne am Himmel ist die Tageszeit (Stundenwinkel der Sonne), das Kalenderdatum (Deklinationswinkel der Sonne) und die geographischen Breite des Beobachtungsortes kodiert. Wenn die geographische Breite bekannt ist, lässt sich mit Hilfe einer der beiden anderen Größen auf die Nord-Süd-Richtung am Beobachtungsort schließen.
In einer Sonnenuhr ist der Breitengrad des Ortes ihrer Verwendung „eingebaut“ (vorgegebene konstruktive Größe).
Da sie immer mindestens die Tageszeit anzeigt, lässt sich bei jeder ihrer Bauarten umgekehrt der Schluss von der bekannten Tageszeit aus auf die Nord-Süd-Richtung ziehen. Jede ihrer Bauarten lässt sich somit als Sonnenkompass verwenden.
Sonnenuhren mit punktförmigem Schattenwerfer (Nodus) zeigen auch das Kalenderdatum näherungsweise an, sodass auf eine zweite Weise die Nord-Süd-Richtung bestimmbar ist. Bei Verwendung einer Sonnenuhr mit Polstab entfällt die Anzeige des Kalenderdatums. Die erreichbare Genauigkeit ist dabei aber nicht nur wegen der geringen Auflösung zwischen den Datumslinien kleiner, sondern auch, weil der Schattenpunkt in den mittleren Tagesstunden eine solche Linie schleifend schneidet, wenn man das Instrument um eine vertikale Achse dreht. Bevor es Räderuhren gab – eine mitnehmbare Räderuhr (Taschenuhr) gab es erst am Ende des Mittelalters, d. h. einige Jahrhunderte später als ortsfeste Räderuhren (Turm- und Tischuhren) –, war man auf die Sonnenuhr als Zeitmesser angewiesen. Man hatte für die Tageszeit kein zweites Messgerät, konnte sie als Kompass deshalb nur über das bekannte Kalenderdatum, das heißt mit weniger genauem Ergebnis benutzen.
Ein Sonnenkompass ist in der Regel eine einfache Sonnenuhr und zeigt die wahre Ortszeit an. Um sich damit möglichst genau orientieren zu können, muss zusätzlich die geographische Länge des Beobachtungsortes und der momentane Wert der Zeitgleichung bekannt sein. Die von der mitgeführten Uhr abgelesene Tageszeit ist die mittlere Ortszeit am Referenzlängengrad (z. B. 15° Ost für MEZ/MESZ). Der Sonnenkompass-Benutzer muss diese mit der Längengrad-Differenz und dem Wert der Zeitgleichung erst in die wahre Ortszeit umrechnen.
Tragbare Sonnenuhren mit einstellbarer geographischer Breite sind für den Gebrauch sowohl als Sonnenuhr als auch als Sonnenkompass bevorzugt geeignet. Man kann sie bei größerem Breitenabstand von ihrem „Heimatort“ benutzen.

## Verwendung

### Mittelalter
Es wird angenommen, dass der Sonnenkompass bereits von den Wikingern auf ihren Schiffsreisen benutzt wurde (s. obenstehende Abbildung).

### Neuzeit
Da der Magnetkompass in Düsen-Kampfflugzeugen, wie der Me 262, durch hohe Feldstärken Ablenkungen und deutliche Fehler produzierte, konstruierte die Navigations-Instrumenten-Firma C. Plath in Hamburg einen Sonnenkompass auf der Basis einer automatisierten 24-Stunden-Uhr. Dieser wurde im Zweiten Weltkrieg von der Luftwaffe und in Fahrzeugen des Afrika-Korps eingesetzt.
Die US-amerikanischen Streitkräfte verwendeten für die Orientierung ihrer in Nordafrika eingesetzten Landfahrzeuge ebenfalls Sonnenkompasse während des Zweiten Weltkrieges.

### Verwendung einer Armbanduhr als Sonnenkompass
Wenn die Sonne scheint, kann man jede normale Armbanduhr mit analoger Anzeige als grob weisenden Kompass benutzen:
(Anleitung für die nördliche Hemisphäre)
- Das Zifferblatt der Uhr horizontal halten. 
- Den Stundenzeiger auf die Sonne richten. 
- Den Winkel zwischen dem Stundenzeiger und der Ziffer 12 halbieren - diese Linie zeigt näherungsweise nach Süden, wobei der Anzeigefehler mit zunehmendem Abstand von der Mittagszeit größer wird. Ursache ist die nicht berücksichtigte Breite des Standortes. 
Die ermittelte Südrichtung wird genauer, wenn die Uhr auf die Mittlere Ortszeit oder besser noch auf die Wahre Ortszeit eingestellt wird.

## Einzelbelege
1. ↑  Gilt unmittelbar für eine Horizontalsonnenuhr; allgemein: Schattenwerfer und Mittagslinie befinden sich in der Meridianebene.
2. ↑  C. Sonnenkompass von Plath (Hamburg) und Junghans: Beschreibung mit Fotos
3. ↑  René R. J. Rohr: Die Sonnenuhr. Geschichte, Theorie, Funktion. Callwey, München 1982, ISBN 3-7667-0610-1